# Ungdomsringen
Landsforeningen Ungdomsringen er en paraplyorganisation for fritids- og ungdomsklubber i Danmark. Organisationen blev grundlagt i 1942 og har omkring 850 medlemsklubber, der til sammen har 150.000 medlemmer (2007).
Ungdomsringen har til formål at opsamle viden, give inspiration og bidrage til udvikling på klubområdet, ligesom foreningen repræsenterer klubberne udadtil, bl.a. i forhold til det politiske system.
Foreningen ledes af et landsråd med 17 medlemmer, hvoraf størstedelen vælges på den årlige kongres. Ungdomsringens formand er Simon Kollerup, der er socialdemokratisk folketingsmedlem. Traditionelt set har formændene været socialdemokrater; før Simon Kollerup bestred Maja Panduro posten, men også daværende folketingsmedlem Kim Mortensen samt borgerrepræsentant og senere folketingsmedlem Jette Bautrup har været foreningens formænd.
Ungdomsringen er medlem af Dansk Ungdoms Fællesråd. Driften af organisation finansieres bl.a. af tipsmidler. Ungdomsringens administration er beliggende i Odense.
Hvert år afholder Ungdomsringen Europas største ungdomsmusikfestival i Aalborg Kongres og Kultur Center, hvor mellem 10 og 15.000 unge samles og hører musik fra danske og europæiske bands fra ungdomsklubber. I 2014 spillede 260 bands på 10 forskellige scener.